# گل رنگ‌پریده
گل رنگ‌پریده (نام علمی: Impatiens pallida) نام یک گونه از سرده گل بی‌صبر است.